# Gunnar Duvander
Gunnar Alexis Algot Duvander, född 22 mars 1902 i Malmö Sankt Petri församling, Malmö, död 25 januari 1981 i Limhamns församling, Malmö, var en svensk konstnär.
Han var son till Algot Ferdinand Duvander och Laura Julia Margareta Roll. Duvander var som konstnär autodidakt. Hans konst består av blomsterstilleben, caféinteriörer, travhästar och humoristiska folkskildringar i olja, pastell eller akvarell.
Gunnar Duvander är begravd på Östra kyrkogården i Malmö.